# Sacca di Colmar
Con il termine sacca di Colmar (in francese poche de Colmar, in tedesco brückenkopf Elsaß, cioè testa di ponte in Alsazia) si intende uno scontro armato avvenuto tra il 20 gennaio e il 9 febbraio 1945 presso Colmar, nella regione francese dell'Alsazia. Nella battaglia la 19ª Armata tedesca tentò, senza successo, di fermare l'avanzata del 6º Gruppo d'armata americano che, precedentemente, aveva liberato la parte settentrionale e meridionale della regione stessa e l'adiacente regione della Lorena.

## Antefatti

### Formazione della sacca
Nel novembre del 1944, i tedeschi si posizionarono sulla sponda occidentale del Reno, lungo una testa di ponte che si estendeva per 65 km, profonda altri 50 km, dopo che le stesse difese tedesche lungo i monti Vosgi collassarono sotto l'offensiva del 6º Gruppo d'Armata degli Stati Uniti. La 1ª Armata francese del generale Jean de Lattre de Tassigny forzò le linee tedesche a Belfort, distruggendo il 4º Corpo della Luftwaffe tedesca presso Burnhaupt-le-Bas, nei Vosgi meridionali. In seguito, i francesi raggiunsero il Reno, a nord del confine svizzero, tra Mulhouse e Basilea. Nel frattempo, nei Vosgi settentrionali, la 2ª Divisione corazzata francese condusse l'avanzata della 7ª Armata statunitense, sfondando le linee sul Passo di Saverne, diretta verso il fiume Reno, liberando Strasburgo il 23 novembre 1944. Queste due avanzate fecero collassare le forze tedesche in Alsazia, costringendole lungo un fronte semicircolare centrata su Colmar, quindi chiudendole proprio in una sacca.

### Visione tedesca
Esclusa la Normandia, l'area del territorio francese più difesa dai tedeschi fu proprio quella delle regioni dell'Alsazia e della Lorena. La strenua difesa è stata causata dalla lenta avanzata alleata che permise ai tedeschi di organizzare delle buone difese e dal fatto che i tedeschi consideravano queste due regioni territorio nazionale e quindi le difesero come ogni altra parte della Germania. Ciò spinse Hitler a commissionare alla 19ª Armata del generale Siegfried Rasp la difesa fino alla morte dell'area di Colmar. Il 26 novembre i tedeschi formarono il Gruppo d'Armata dell'Alto Reno (in tedesco Heeresgruppe Oberrhein), sotto il comando di Heinrich Himmler, il cui obiettivo era difendere il fronte dalla foresta di Bienwald, nel Palatinato, fino al confine con la Svizzera. Di fondamentale importanza per la difesa era mantenere il controllo dei ponti sul Reno a Breisach e Chalampé, attraverso cui giungevano loro i rifornimenti.

### Limiti degli Alleati
La crisi logistica e i duri combattimenti avevano contraddistinto le operazioni delle forze Alleate per tutta l'Europa nordoccidentale, 6º Gruppo d'Armata incluso. Il supporto logistico ristretto limitavano il numero di proiettili d'artiglieria utilizzabili e il numero di divisione realmente utilizzabili al fronte. Previsioni errate sul numero di perdite impedirono alle Compagnie americane di operare al pieno delle forze, non ricevendo sufficienti rimpiazzi.
Dalla parte francese, il sistema di rimpiazzo soffriva la mancanza di infrastrutture d'addestramento, ancora poche dopo la liberazione e dalla decisione controversa di sostituire le ormai esperte truppe senegalesi con forze composte da francesi, di inferiore qualità ed esperienza. Queste unità erano in grado di eseguire operazioni difensive ma dovettero subire un rapido addestramento per apprendere le moderne manovre offensive, in particolare le operazioni complesse come l'uso di armi combinate.
Perciò, alla fine di novembre del 1944, la 1ª Armata francese disponeva di due tipi di unità, le unità esperte delle colonie africane e le unità "verdi" composte da francesi originari della Francia. Queste furono accoppiate con unità di supporto, come l'artiglieria o il genio militare, che erano però più deboli di quelle dei loro alleati e ciò permise ai tedeschi di resistere ad un'offensiva francese tra il 15 e il 22 dicembre 1944.

### Ridispiegamento delle forze Alleate
A Capodanno del 1944, i tedeschi lanciarono l'Operazione Nordwind (in tedesco Unternehmen Norwind) che prevedeva anche la riconquista di Strasburgo. Le truppe tedesche della 198ª Divisione di fanteria e della 106ª Brigata Panzer attaccarono a nord, tra il 7 e il 13 gennaio. Anche se il 2º Corpo francese subì perdite ridotte durante l'attacco, esso tenne Strasburgo fermando tutti gli assalti tedeschi. In seguito al fallimento di Nordwind, al 6º Gruppo d'armata americano fu ordinato di far collassare la sacca di Colmar, secondo il piano del generale Dwight D. Eisenhower il quale prevedeva che le truppe Alleate liberassero tutta la sponda occidentale del Reno prima di invadere la Germania. Poiché il grosso delle forze in zona era francese, la missione fu affidata alla 1ª Armata francese.
La 3ª Divisione di fanteria statunitense si mosse attraverso i monti Vosgi, a metà dicembre, per rimpiazzare la 36ª Divisione americana. Comprendendo che i francesi avevano bisogno dell'assistenza americana, il generale Jacob Devers, comandante del 6º Gruppo d'Armata, ordinò alla 28ª Divisione proveniente dalle Ardenne di posizionarsi sul fianco destro della 3ª Divisione. In questo modo la 3ª Divisione poteva concentrarsi nell'attacco a due divisioni tedesche, la 708ª Divisione Volksgrenadier e la 189ª Divisione di fanteria. Un'altra divisione corazzata statunitense, la 10ª, venne dispiegata per supportare l'offensiva ma nel volgersi degli eventi fu la 12ª Divisione corazzata a ritrovarsi impegnata in battaglia.

### Clima e terreno

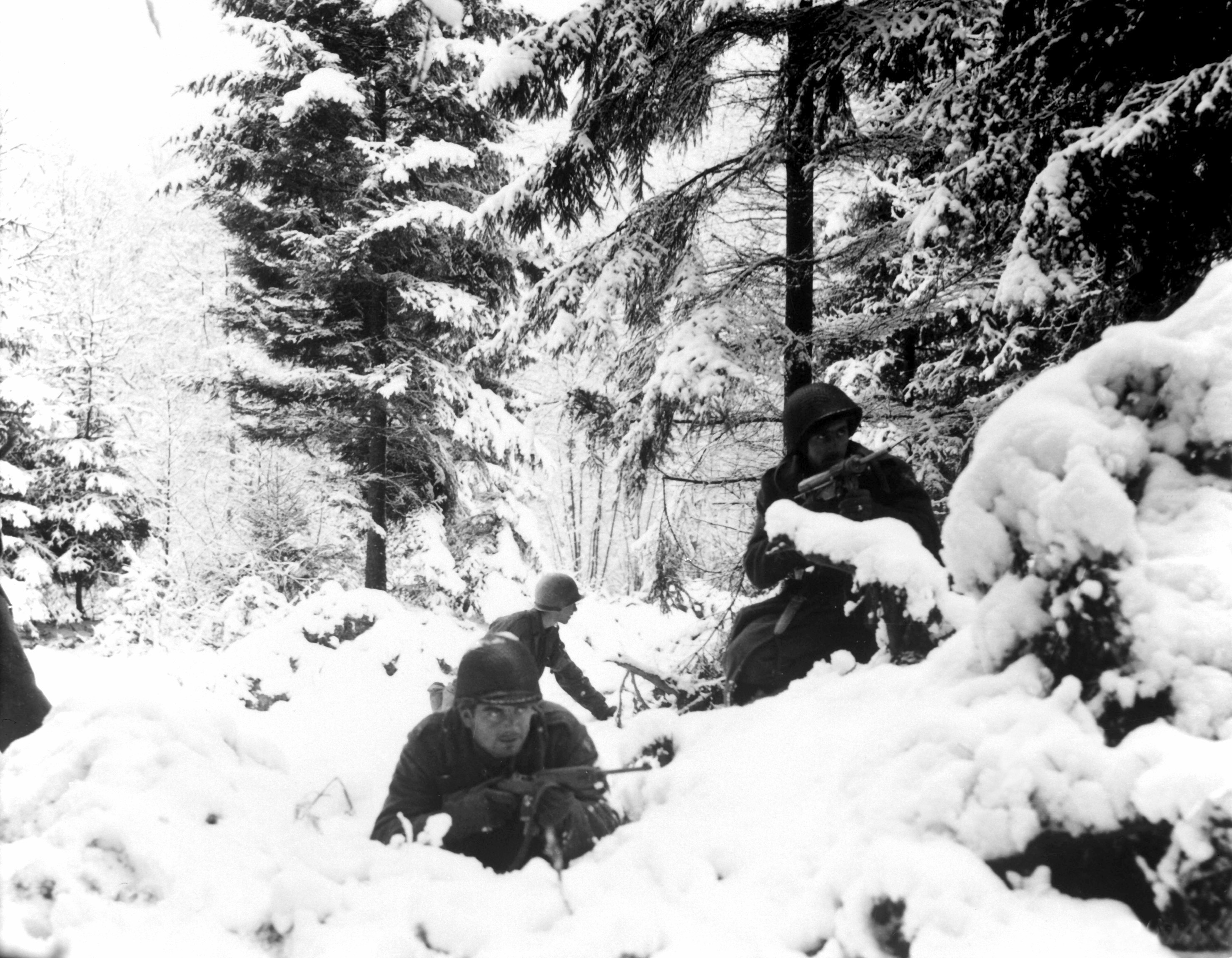
Inverno 1944-45. Fronte delle Ardenne.

L'inverno tra il 1944 e il 1945 fu insolitamente freddo per l'Europa nordoccidentale. Nella sua Storia della Prima Armata francese, il generale de Lattre descrisse il clima in Alsazia come "Siberiano", con temperature di -20°C, forti venti e più di 1 m di neve.
La pianura alsaziana non offre alcuna copertura a chi attacca, tranne qualche sporadico bosco. La pianura poi è un bacino di drenaggio per il Reno ed è attraversata da corsi d'acqua e canali di bonifica rivestiti per prevenire le alluvioni, rendendo la regione difficile da attraversare per i veicoli. Vi erano poi diversi paesi costituiti da case in muratura le cui costruzioni a più piani offrivano ai difensori una buona visione delle aree circostanti.

## Ordine di battaglia

### Forze tedesche, 20 gennaio 1945
19ª Armata
(General der Infanterie Siegfried Rasp)
- 2ª Divisione da Montagna
- 106ª Brigata Panzer
- 64º Corpo d'Armata (Generalleutnant Max Grimmeiss)
  - 198ª Divisione di Fanteria
  - 189ª Divisione di Fanteria
  - 708ª Divisione Volksgrenadier
  - 16ª Divisione Volksgrenadier
- 63º Corpo d'Armata (Generalleutnant Erich Abraham)
  - 338ª Divisione di Fanteria
  - 159ª Divisione di Fanteria
  - 716ª Divisione di Fanteria

### Forze Alleate, 20 gennaio 1945
1ª Armata francese
(Général d'armée Jean de Lattre de Tassigny)
- 10ª Divisione di Fanteria francese
- 1º Corpo d'Armata francese (Général de corps d'armée Émile Béthouart)
  - 4ª Divisione da Montagna marocchina
  - 2ª Divisione da Montagna marocchina
  - 9ª Divisione di Fanteria coloniale
  - 1ª Divisione corazzata francese
- 2º Corpo d'Armata francese (Général de corps d'armée Joseph de Goislard de Monsabert)
  - 3ª Divisione di Fanteria algerina
  - 1ª Divisione della Francia Libera
  - 2ª Divisione corazzata francese
  - 5ª Divisione corazzata francese
  - 3ª Divisione di Fanteria americana
  - 28ª Divisione di Fanteria americana

## La battaglia

### L'attacco francese da sud

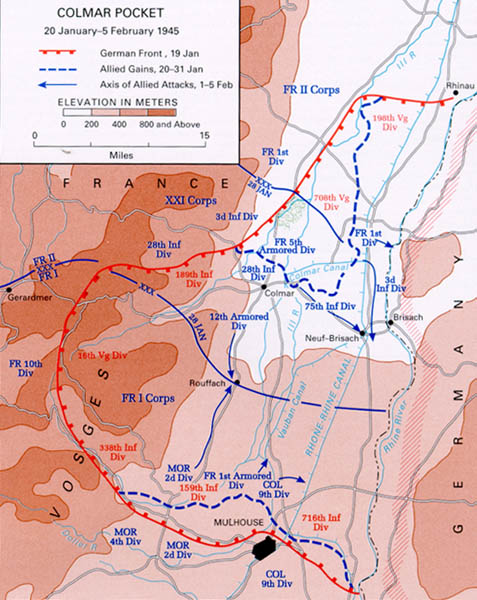
Posizione e movimenti delle unità

Il 1º Corpo francese del generale Émile Béthouart attaccò il 20 gennaio 1945: la 2ª e la 4ª Divisione marocchina presero il loro obiettivo, Ensisheim (47°51′59″N 7°21′11″E). La 9ª Divisione coloniale condusse un attacco secondario sul fianco destro del Corpo, a nord di Mulhouse. In supporto ai fanti vi erano i mezzi corazzati della 1ª Divisione Corazzata francese. Attaccando durante una tormenta di neve, il 1º Corpo francese poté sfruttare l'effetto sorpresa contro il 63º Corpo d'Armata tedesco del generale Erich Abraham. L'attacco francese scemò nella notte quando i tedeschi cominciarono il contrattacco. Il terreno e il clima, assieme alle profonde difese tedesche, ostacolò i francesi e limitò i loro successi. L'attacco francese, tuttavia, riuscì a spingere le riserve mobili tedesche, cioè la 106ª Brigata Panzer e il 654º Battaglione Pesante Anticarro, e la 2ª Divisione da Montagna verso sud. Queste operazioni costarono ai francesi 36 corazzati del Comando di Combattimento 1 (CC1) della 1ª Divisione corazzata, a causa di mine anticarro; perdite simili si ebbero anche nelle altre unità.
Contrariamente alla maggior parte della piana dell'Alsazia, il terreno su cui combatté il 1º Corpo francese era costituito da boschi e aree urbane, perciò i francesi vinsero solo il giorno seguente l'inizio dell'attacco. La 4ª Divisione da Montagna marocchina riuscì ad avanzare solo di 3 km verso nord-est, in direzione di Cernay (47°48′36″N 7°10′37.2″E). Sul fianco destro della 4ª Divisione e a sud-est, la 2ª Divisione di Fanteria marocchina ottennero grandi successi, spingendosi in avanti per almeno 6 km, verso Wittelsheim (47°48′00″N 7°14′06″E). Sul fianco destro, a partire da Mulhouse, la 9ª Divisione coloniale avanzò per circa 5–6 km, attraverso i sobborghi della città stessa e i boschi a nord, liberando Richwiller (47°46′48″N 7°16′55.2″E) e Wittenheim (47°48′18″N 7°20′16.8″E). Il 24 gennaio un contrattacco corazzato tedesco vicino Richwiller venne respinto dalle truppe coloniali che distrussero 15 corazzati e diversi cacciacarri tedeschi. In conclusione, i francesi ottenerono un buon successo nel settore occidentale, il fianco destro della sacca, ma i tedeschi riuscirono a porre in stallo l'avanzata Alleata.

### L'attacco Alleato a nord
Il 2º Corpo d'Armata francese del generale Joseph de Monsabert cominciò l'attacco tra il 22 e il 23 gennaio. Le unità all'attacco erano la 3ª Divisione di Fanteria americana e la 1ª Divisione della Francia Libera. A sud della divisione americana, la 28ª Divisione di Fanteria statunitense erano pronte a difendere il fianco dei loro compagni. In riserva vi era la 2ª Divisione Corazzata francese.

#### L'avanzata verso il Canale di Colmar e la battaglia di Jebsheim
La 3ª Divisione di Fanteria statunitense del generale John W. O'Daniel attaccò verso sud-est il 22 gennaio, con l'intento di attraversare il fiume Ill, oltrepassare Colmar da nord e aprire la via a carri armati della 5ª Divisione Corazzata francese che avrebbe preso possesso del ponte ferroviario presso Neuf-Brisach, usato dai tedeschi per i rifornimenti.

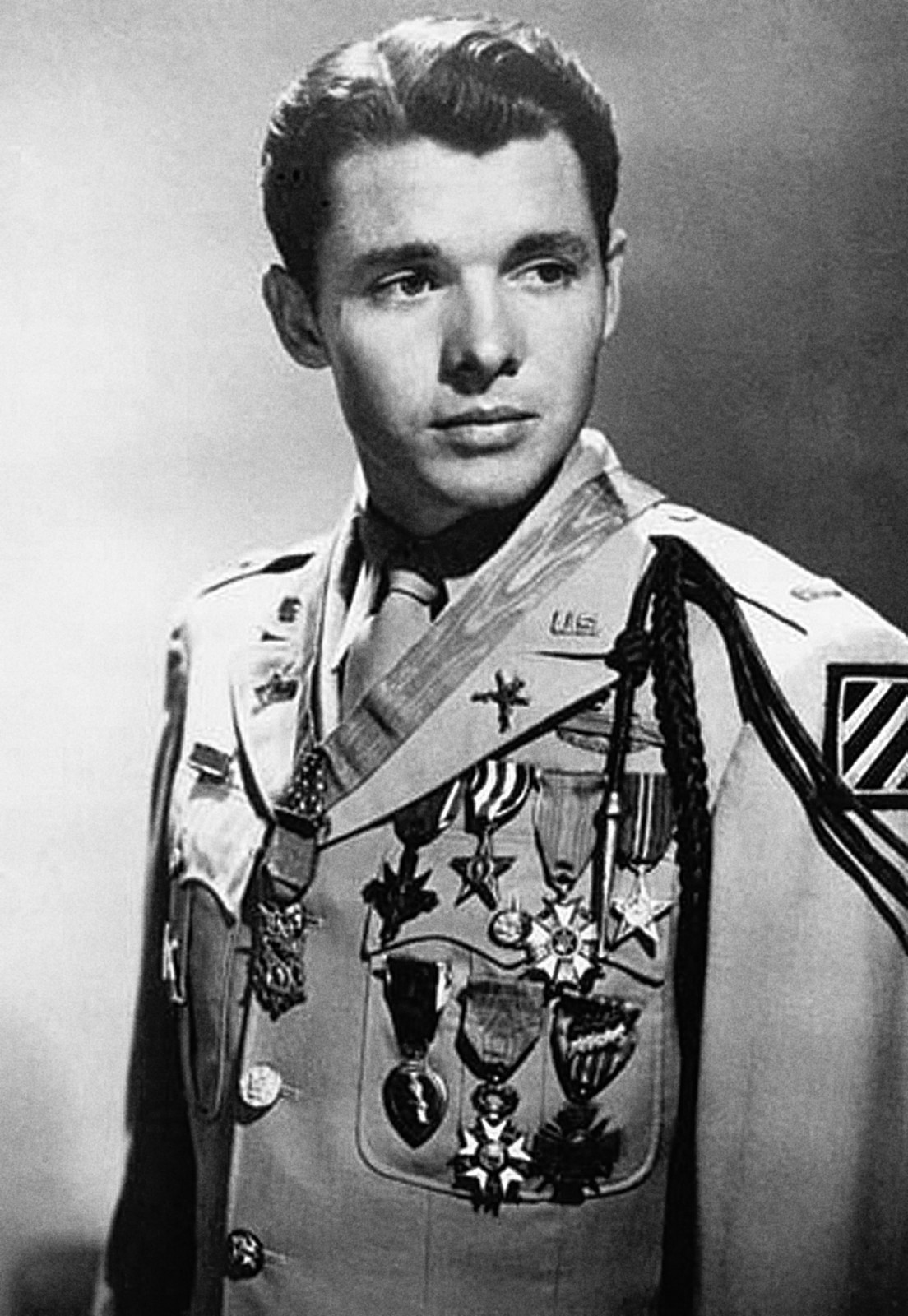
Audie Murphy. Ricevette la Medal of Honor per l'eroismo nei combattimenti nel bosco Riedwihr con la 3ª Divisione.

Il 7º Reggimento della divisione americana procedette verso sud, liberando la regione tra i fiumi Ill e Fecht. Durante le operazioni il soldato scelto Jose F. Valdez morì coprendo la ritirata dei suoi compagni e per quest'atto eroico ricevette postumo la Medal of Honor. Il 30º Reggimento americano si diresse verso sud-est, attraversando il fiume Ill e catturando il ponte di Maison Rouge, alle prime luci del 23 gennaio (48°09′03.6″N 7°25′22.8″E). Il reggimento quindi si diresse verso il bosco Riedwihr, proprio di fronte ai paesi di Riedwihr (48°07′26.4″N 7°26′42″E) e Holtzwihr (48°06′36″N 7°25′30″E). Il ponte a Maison Rouge collassò sotto il peso di un carro armato americano perciò il 30º Reggimento poté usare solo armi leggere anticarro, bazooka e cannoni anticarro da 57 mm, nel pomeriggio seguente per difendersi dai mezzi cacciacarri e dalla fanteria della 708ª Divisione Volksgrenadier tedesca e del 280º Battaglione Armi d'Assalto. Senza copertura e non in grado di creare postazioni difensive a causa del terreno congelato, il 30º Reggimento fu costretto a ritirarsi, perdendo molti uomini quando la ritirata sembrò assumere le sembianze di una disfatta. Il reggimento si riunì sul fianco ovest dell'Ill ma restò nelle retrovie per tre giorni mentre si riorganizzava.
Il 25 gennaio, il 15º Reggimento di fanteria americano seguì il 30º e riconquistò il ponte a Maison Rouge. Un contrattacco tedesco, supportato nuovamente da corazzati, sopraffece una compagnia di fucilieri verso le 08:00 ma non fu in grado di oltrepassare il ponte. Più tardi, i genieri americani costruirono un nuovo ponte sull'Ill, più a nord, attraversato da un battaglione del 15º Reggimento che, supportato dai corazzati attaccò verso sud, rendendo sicura una testa di ponte oltre il fiume. Nei due giorni seguenti, il reggimento attraverso a sud Riedwihr e Holtzwihr, penetrando nel bosco presso Riedwhir stessa. Spesso i tedeschi contrattaccavano ma ogni volta gli americani li respingevano con l'aiuto di corazzati e mezzi anticarro.
Il 26 gennaio, alle pendici sud del bosco Riedwihr, comparvero da Holtzwihr fanti e corazzati tedeschi che attaccarono il 15º Reggimento. Credendo la situazione senza speranza, il tenente Audie Murphy ordinò ai suoi uomini di ritirarsi nel bosco. Murphy invece entrò in un cacciacarro M10 Wolverine in fiamme, cominciando a sparare con l'arma pesante del mezzo contro i tedeschi e chiedendo del fuoco d'artiglieria sulla loro posizione. I tedeschi non furono in grado di capire da dove il tenente sparasse loro e, disorientati, furono bombardati da aerei d'attacco al suolo, i quali avevano trovato un'apertura tra le nuvole. Presi in contropiede, i tedeschi si ritirarono oltre Holtzwihr e Murphy venne premiato con la Medal of Honor. Riedwihr fu liberata lo stesso giorno mentre Holtzwihr il 27 gennaio dal 30º Reggimento, che proseguì verso sud raggiungendo il Canale di Colmar due giorni dopo.

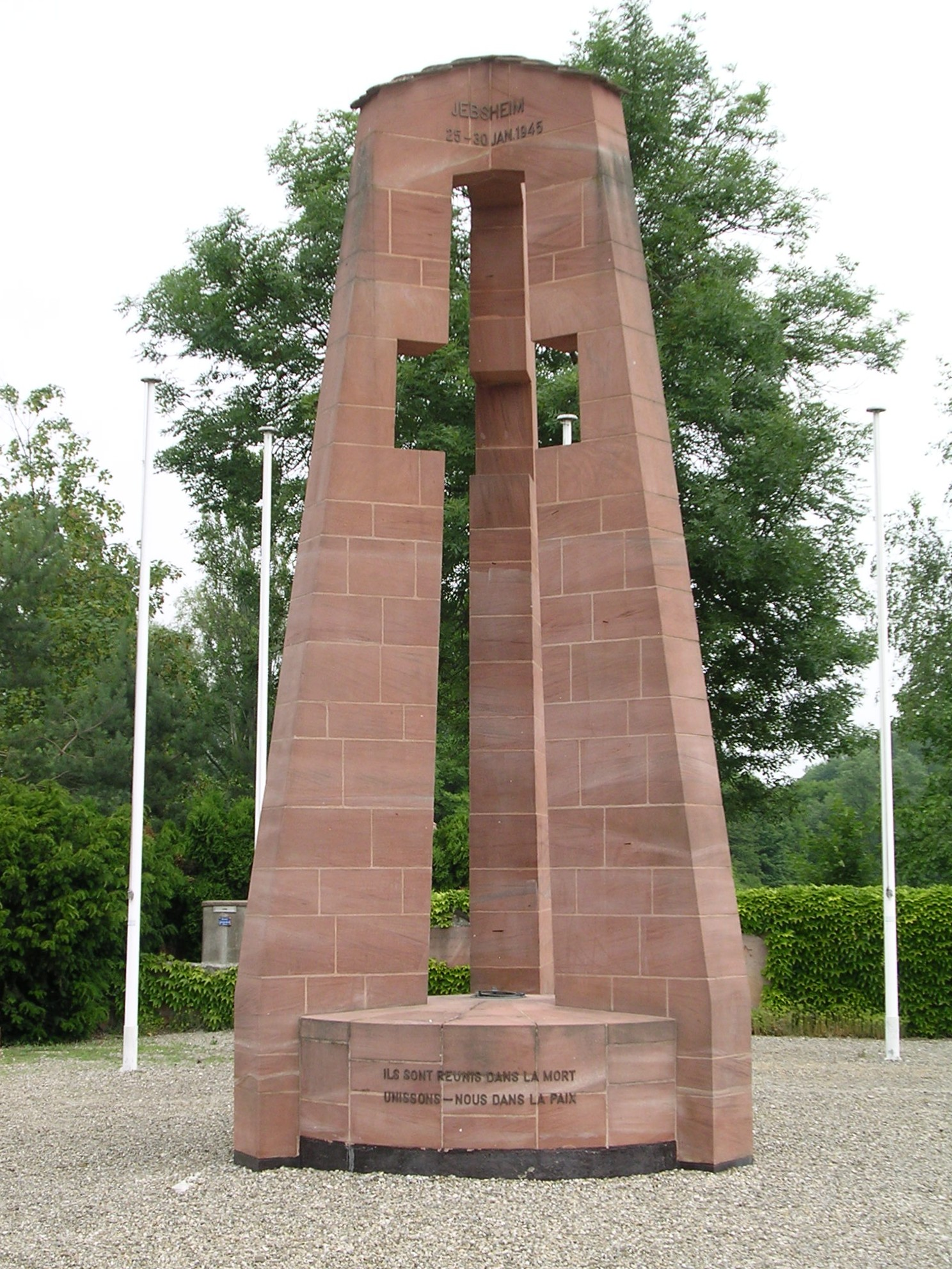
Monumento a Jebsheim in memoria della battaglia.

Catturare Jebsheim (48°07′33″N 7°28′40″E) era necessario per proteggere il fianco nord dell'avanzata della 3ª Divisione americana. Il generale O'Daniel ordinò al 254º Reggimento (parte della 63ª Divisione di Fanteria americana ma temporaneamente nella 3ª Divisione) di catturare Jebsheim. Il 26 e il 27 gennaio le truppe del 136º Reggimento di Fanteria di Montagna tedesco difese la città dagli americani. Tra il 28 e il 29 gennaio però il 254º Reggimento, i carri del Comando da Combattimento 6 francese (della 5ª Divisione Corazzata francese) e un battaglione del 1º Reggimento Paracadutista francese presero Jebsheim. In seguito, il 254º Reggimento proseguì verso est, diretto al Canale Rodano-Reno. Nel frattempo, il 7º Reggimento continuò assieme al 15º Reggimento e ai carri francesi verso Neuf-Brisach, a 8 km dalla 3ª Divisione americana.

#### L'avanzata a nord sul Reno
A nord e ad est della 3ª Divisione americana, la 1ª Divisione della Francia Libera, attaccò verso est il 23 gennaio, con l'obiettivo di raggiungere il Reno. Contrapponendosi a quattro battaglioni della 708ª Volksgrenadier, del 64º Corpo d'Armata tedesco del generale Max Grimmeiss, supportati da cacciacarri e artiglieria, i francesi si trovarono nelle stesse condizioni che affrontarono gli americani più a sud. I tedeschi avevano preparato difese profonde e usavano le abitazioni e le foreste per controllare la pianura dove avevano posizionato campi minati in modo da rallentare e canalizzare l'attacco francese. Due battaglioni della 708ª Divisione contrattaccarono la testa di ponte francese sul fiume Ill verso le 17:00 del 23 gennaio ma furono respinti. Augurandosi di impedire ai tedeschi di trincerarsi nuovamente nel bosco di Elsenheim (48°10′30″N 7°27′36″E), il generale Garbay diresse la 1ª Brigata della 1ª Divisione francese lungo la strada da Illhaeusern (48°10′58″N 7°26′13″E) verso Elsenheim stesso. Il 26 e il 27 gennaio, la 1ª Brigata concentrò le sue azioni nel tentativo di liberare la strada ed eliminare gli ostacoli nel bosco, concludendo le manovre con un attacco iniziato il 27 gennaio, dal 3º Battaglione della Legione Straniera, parte della 1ª Divisione. Con gravi perdite, Grussenheim (48°08′42″N 7°29′06″E) fu liberata il giorno seguente con il supporto della 2ª Divisione Corazzata francese. Con la resistenza tedesca oramai fiaccata, i francesi si affrettarono oltre, liberando Elsenheim e Marckolsheim (48°09′53″N 7°32′42″E) il 31 gennaio, raggiungendo il fiume Reno il giorno successivo. Nel corso delle operazioni la 1ª Divisione perse 2 106 uomini, di cui 220 morirono, 1 240 rimasero feriti, 96 risultarono dispersi e 550 manifestarono un caso di piede da trincea.

### I rinforzi Alleati

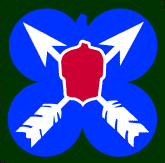
Toppa da spalla del 21º Corpo d'armata degli Stati Uniti.

Vedendo le difficoltà nelle avanzate di tutte le unità Alleate e la resistenza tedesca, il generale de Lattre richiese rinforzi al 6º Gruppo d'armata americano. Il generale Devers dispiegò quindi il 21º Corpo d'Armata nella 1ª Armata francese. Il 21º Corpo del generale Frank W. Milburn si posizionò tra i due corpi d'armata francesi il 28 gennaio accorpando nelle sue file la 3ª e la 28ª Divisione di fanteria americane. Altre due divisioni furono assegnate al 21º Corpo, la 75ª Divisione di fanteria e la 12ª Divisione corazzata americane. Sempre al 21º Corpo furono assegnate la 5ª Divisione corazzata, il 1º Reggimento Paracadutista e il 1º Battaglione Choc, tutte e tre unità francesi. Al Corpo fu dato l'obiettivo di prendere Colmar e poi dirigersi verso il ponte di Breisach.
Da parte loro, l'alto comando tedesco fraintesero gli obiettivi Alleati, credendo che l'assalto avesse l'intento di far collassare le loro difese lungo tutta la linea del fronte. Hitler aveva concesso una parziale ritirata a nord, sul saliente Erstein, nella notte del 28 gennaio ma negò un ripiegamento generale oltre il Reno. Gli avamposti sui monti Vosgi furono fatti ripiegare ma nella confusione le unità tedesche si mescolarono tra loro rendendo meno coese le difese. Il 29 gennaio l'alto comando del Gruppo d'Armata dell'Alto Reno fu dissolto e le unità furono riportate sotto gli ordini del Gruppo d'Armata G (Heeresgruppe G), al comando del generale delle SS Paul Hausser.

#### L'avanzata verso il Reno dal centro
La 3ª Divisione continuò verso sud e verso est. La sera del 29 gennaio, l'artiglieria sparò 16 000 proiettili da 105 e da 155 mm per tre ore prima dell'assalto del 7º e del 15º Reggimento attraverso il Canale di Colmar, tra le 21:00 e mezzanotte. Una volta resa sicura l'altra sponda il genio militare costruì tre ponti Bailey per i veicoli corazzati. Il giorno seguente, i Comandi da Combattimento 4 e 5 della 5ª Divisione Corazzata francese attraversarono il canale, supportando rispettivamente il 7º e il 15º Reggimento americani. Ben presto, quest'ultimo prese Urschenheim  con una rapida azione mentre il 7º Reggimento si posizionò di fronte a Horbourg-Wihr. Nella stessa giornata, il 254º Reggimento attaccò a est, verso Artzenheim, con il supporto della Comando da Combattimento 6 francese ma i tedeschi impiegarono il supporto dell'artiglieria e trincerarono i cacciacarri Jagdpanther, fermando l'assalto e distruggendo 6 carri francesi e 4 semicingolati. Artzenheim fu liberata dal 2º Corpo francese il 1º febbraio.
Vicino alla 3ª Divisione, il 1º Reggimento Paracadutista attaccò e prese Widensolen nelle prime ore del 31 gennaio. Alle 17:00, le pattuglie della 3ª Divisione raggiunsero il Canale Rodano-Reno, circa 8 km a sud-est rispetto al punto d'attraversamento sul Canale di Colmar. Lo stesso giorno, il Comando da Combattimento 6 francese venne sostituito da unità della divisione americana, a causa delle perdite; rimanevano appena 13 carri 30 fucilieri della Legione Straniera. Al loro posto giunse un'unità della 2ª Divisione Corazzata francese. Il 1º febbraio, il 15º e il 30º Reggimento si diresse a sud lungo il Canale Rodano-Reno, giungendo nell'area a nord di Neuf-Brisach. Il 2 e il 3 febbraio, il 7º Reggimento si mosse sempre lungo il canale, attraversando Artzenheim e liberando Biesheim dopo una battaglia lunga un giorno intero. Il 3 febbraio vicino Biesheim, il Tecnico Forrest E. Peden, artigliere della 3ª Divisione, si lanciò attraverso un intenso fuoco tedesco per chiedere aiuto per un'unità finita in un'imboscata. Tornando in un carro leggero, rimase ucciso quando il veicolo fu colpito e distrutto. Per l'eroismo, gli venne assegnata postumo la Medal of Honor.
Dopo una giornata passata a consolidare le sue posizioni, la 3ª Divisione si diresse nuovamente verso sud, il 5 febbraio, prendendo Vogelgrun il 6. La cittadina fortificata di Neuf-Brisach fu rapidamente presa sempre il 6 febbraio, dal 30º Reggimento con l'aiuto di due ragazzini e di altri civili francesi, che mostrarono agli americani dei passaggi indifesi nella città. I tedeschi, evacuati uomini e mezzi, distrussero il ponte sul Reno a Breisach. La presa di Neuf-Brisach, segnò la fine delle operazioni militari della 3ª Divisione nella battaglia della sacca di Colmar.

#### Scontri finali tra Colmar e il Reno
La 75ª Divisione raggiunse il fronte il 31 gennaio, posizionandosi tra la 3ª e la 28ª Divisione. Attaccando il 1º febbraio, il 289º Reggimento ripulì Horbourg mentre il 290º avanzò verso Andolsheim (48°03′54″N 7°24′54″E), occupando il paese alle 14:00 del 2 febbraio. Lo stesso giorno, la 75ª Divisione eseguì un attacco diversivo per aiutare l'avanzata Alleata su Colmar. Il 3 febbraio, la divisione oltrepassò la Foresta Domaniale (Forêt Domaniale 48°03′18″N 7°27′36″E), consolidando le posizioni il giorno successivo. Di nuovo in marcia, il 5 febbraio, la divisione superò Appenwihr (48°01′37.2″N 7°26′24″E), Hettenschlag (48°00′18″N 7°27′18″E) e Wolfgantzen (48°01′30″N 7°30′00″E). Il 6 febbraio raggiunse infine il Canale Rodano-Reno a sud di Neuf-Brisach. Questa fu l'ultima azione della divisione in questa battaglia.

#### La liberazione di Colmar
Rimasta sulla difensiva finora, la 28ª Divisione del generale Norman Cota, assieme al Comando da Combattimento 4 francese, prese la città di Colmar. Guidata dal 109º Reggimento, il 2 febbraio, la fanteria americana attraversò un fossato anticarro a nord della città mentre i carri francesi cercarono e trovarono un passaggio per oltrepassare l'ostacolo e raggiungendo la piazza della città, Piazza Rapp, alle 11:30. Il 2 e il 3 febbraio, il 109º Reggimento, il CC4 francese, il 1º Reggimento Paracadutisti e dei Commando eliminarono ogni sorta di resistenza tedesca. Come atto simbolico, infine, il 152º Reggimento rientrò a Colmar dove si trovava la sua guarnigione prima della guerra. Spingendosi a sud-ovest, il 3 febbraio, il 112º Reggimento entrò a Turckheim (48°05′06″N 7°16′30″E) e Ingersheim (48°05′53″N 7°18′18″E). Altre unità della 28ª Divisione si unirono ai francesi per chiudere le vie di fuga dei tedeschi dai monti Vosgi verso la Germania. Il 6 febbraio, la divisione si diresse verso est, diretta al Canale Rodano-Reno dove concluse la sua partecipazione alla sacca di Colmar.

#### La sacca si restringe
Il 3 febbraio, la 12ª Divisione Corazzata si diresse verso sud, attraversando le linee della 28ª Divisione, con il compito di unirsi al 1º Corpo francese e dividere in due la sacca. Il Comando da Combattimento B (CCB) creò una testa di ponte vicino Sundhoffen (48°02′42″N 7°24′54″E) e il CCR avanzò lungo la strada tra Colmar e Rouffach (47°57′18″N 7°17′59″E). Il giorno seguente, il CCA catturò Hattstatt (48°00′36″N 7°08′18″E) mentre il CCR venne bloccato dalle difese tedesche. Il 5 febbraio, il CCA raggiunse Rouffach e prese contatto con la 4ª Divisione da Montagna marocchina, diciassette giorni dopo aver lanciato l'attacco. Lo stesso giorno, il CCR prese Herrlisheim-près-Colmar (48°01′12″N 7°19′12″E), permettendo alla 12ª Divisione di iniziare un nuovo attacco, questa volta sul paese di Herrlisheim in Alsace, durante il quale bloccò la fuga dai monti Vosgi ai tedeschi e diede supporto alla 28ª Divisione.

### La sacca collassa
All'inizio di febbraio, il 1º Corpo francese stava ancora eliminando la resistenza tedesca a sud del fiume Thur, tra Cernay e Ensisheim, entrambe ancora in mano tedesca. Il 4 febbraio, il Corpo francese attaccò a nord, attraverso il fiume mentre la 4ª Divisione marocchina riuscì a raggiungere i sobborghi di Rouffach, incontrando poca resistenza. Cernay, abbandonata dai tedeschi, venne liberata lo stesso giorno. L'indomani, la divisione marocchina si riunì con la 12ª Divisione Corazzata americana proprio a Rouffach mentre la 9ª Divisione coloniale attaccava Ensisheim, l'obiettivo originale del Corpo francese. Hirtzfelden fu liberata dalla 2ª Divisione di Fanteria marocchina, il 6 febbraio, e nel frattempo la 9ª Divisione completò la cattura di Ensisheim, dirigendosi poi a est verso il Bosco Harth. Il 7 febbraio, sia la 9ª Divisione che la 1ª Divisione Corazzata raggiunsero il Canale Rodano-Reno, a est di Ensisheim. La brigata di cavalleria Spahis del 151º Reggimento ripulì il Bosco Harth, l'8 febbraio, mentre la 1ª Divisione Corazzata avanzò verso sud, in direzione della testa di ponte tedesca a Chalampé, riunendosi con la 2ª Divisione Corazzata francese presso Fessenheim.
In questo periodo, l'ormai ridotta presenza tedesca sulla sponda occidentale del Reno fu soggetta a pesante fuoco d'artiglieria e bombardamento aereo sia francese che americano. In conclusione, il 9 febbraio, il 1º Corpo eliminò la retroguardia tedesca a Chalampé e, non essendovi più una massiccia forza tedesca a ovest del Reno, i tedeschi distrussero il ponte sul fiume di Chalampé stessa. Ciò segnò la fine delle operazioni Alleate nella regione e la fine della presenza militare tedesca in Alsazia.

## Conseguenze

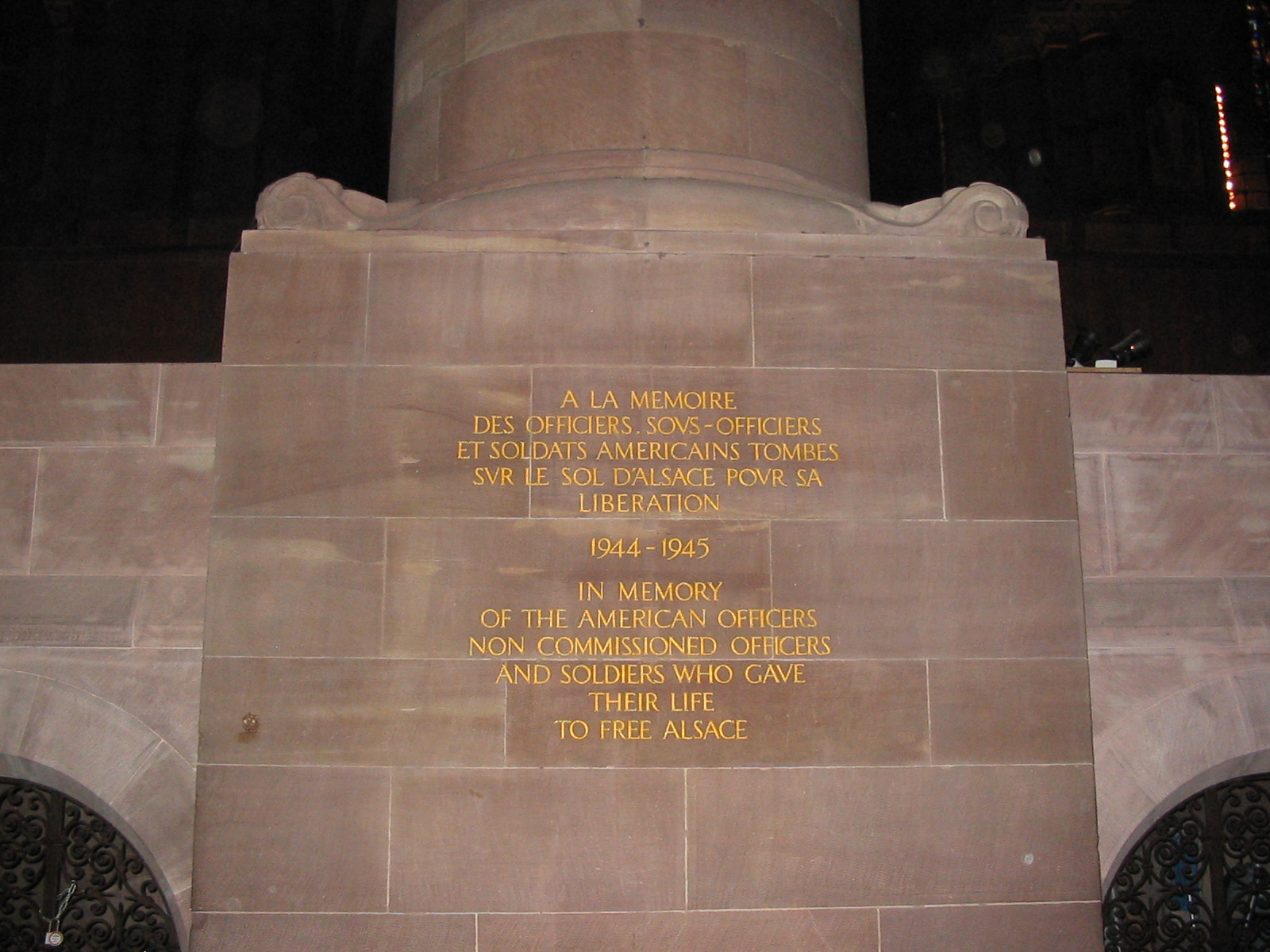
Memoriale ai caduti americani nella cattedrale di Strasburgo.

In base ai piani del generale Eisenhower, una volta chiusa la sacca di Colmar, il 6º Gruppo d'Armata si posizionò lungo il Reno, tra la Svizzera e Strasburgo. La 19ª Armata tedesca, non completamente distrutta, perse il grosso delle truppe (la 708ª Divisione Volksgrenadier riuscì ad uscirne quasi illesa) e fu ricostituita nel Baden dal Volkssturm. I tedeschi persero 55 mezzi corazzati e 66 pezzi d'artiglieria. La vittoria della sacca di Colmar permise al 6º Gruppo d'Armata di concentrarsi sull'Operazione Undertone, l'assalto alla Linea Sigfrido e l'invasione della Germania, nel marzo 1945.
Per la quarta volta in 75 anni, l'Alsazia cambiò nazione d'appartenenza tra Francia e Germania.
Dopo la battaglia, la Francia concesse alla 3ª Divisione di fanteria americana la croce di guerra francese, e il presidente statunitense consegnò alla divisione, come entità, la Distinguished Unit Citation. Anche al 109º Reggimento della 28ª Divisione americana fu concessa la Croce di Guerra.